# Maurice F. Perrot
Maurice Ferdinand Perrot, né le 2 janvier 1892 à Verneuil-sur-Seine et mort le 29 septembre 1974 à Paris, est un peintre français.

## Biographie
Ferdinand Maurice Perrot est le fils d'Auguste Louis Perrot, marchand boucher et maire de Verneuil, et de Louise Steadman.
Il épouse Lucienne Camille Labrousse.
Il expose en 1932 à la Galerie Ecalle.
Il tient son atelier au 136 du boulevard Brune.
Domicilié à Vernouillet, il meurt à Paris le 29 septembre 1974.  